# Tour de Suisse 1999
Die 63. Tour de Suisse fand vom 15. bis 24. Juni 1999 statt. Sie wurde in zehn Etappen über eine Distanz von 1401 Kilometern ausgetragen.
Gesamtsieger wurde Francesco Casagrande. Die Rundfahrt startete in Solothurn mit einem Prolog über 6 Kilometer und endete in Winterthur.

## Etappen
| Etappe    | Tag      | Start – Ziel                   | km         | Etappensieger        | Gesamtwertung        |
| --------- | -------- | ------------------------------ | ---------- | -------------------- | -------------------- |
| Prolog    | 15. Juni | Solothurn – Solothurn          | 6 (EZF)    | Laurent Jalabert     | Laurent Jalabert     |
| 1. Etappe | 16. Juni | Solothurn – Lausanne           | 201,5      | Pascal Richard       | Laurent Jalabert     |
| 2. Etappe | 17. Juni | Lausanne – Küssnacht am Rigi   | 220,6      | Silvio Martinello    | Laurent Jalabert     |
| 3. Etappe | 18. Juni | Bellinzona – Chiasso           | 167,5      | Gabriele Missaglia   | Laurent Jalabert     |
| 4. Etappe | 19. Juni | Bellinzona – Grindelwald       | 174,4      | Gilberto Simoni      | Gilberto Simoni      |
| 5. Etappe | 20. Juni | Meiringen – Meiringen          | 29,5 (EZF) | Wjatscheslaw Jekimow | Laurent Jalabert     |
| 6. Etappe | 21. Juni | Küsnacht am Rigi – Mauren (FL) | 162        | Matthew White        | Laurent Jalabert     |
| 7. Etappe | 22. Juni | Landeck (AUT) – Nauders (AUT)  | 45,7*      | Oscar Camenzind      | Laurent Jalabert     |
| 8. Etappe | 23. Juni | Nauders (AUT) – Arosa          | 168,6      | Francesco Casagrande | Francesco Casagrande |
| 9. Etappe | 24. Juni | Chur – Winterthur              | 225,2      | Maurizio De Pasquale | Francesco Casagrande |

* Die siebte Etappe wurde wegen schlechtem Wetter verkürzt.